# جيمس أوجلثورب
جيمس إدوارد اوجلثورب (1696-1785) قائد إنجليزي. اسس (1733) مستعمرة جورجيا بالولايات المتحدة, لتكون ملاذا للمدينين الذن كانوا يعجزون عن دفع ديونهم, فتلقى المحاكم الإنجليزية بهم في السجون. ثبتت هزيمته للإسبان (1742) من سيطرة الإنجليز على هذه الجهات.

## روابط خارجية
- جيمس أوجلثورب على موقع الموسوعة البريطانية (الإنجليزية)
- جيمس أوجلثورب على موقع إن إن دي بي (الإنجليزية)